# يان بفنغتون جيليت
يان بفنغتون جيليت (1911-1995) (بالإنجليزية: Jan Bevington Gillett)‏ هو عالم نبات بريطاني.